# Falcileptoneta
Falcileptoneta is een geslacht van spinnen uit de  familie van de Leptonetidae.

## Soorten
- Falcileptoneta aichiensis Irie & Ono, 2007
- Falcileptoneta amakusaensis Irie & Ono, 2005
- Falcileptoneta asuwana (Nishikawa, 1981)
- Falcileptoneta caeca Yaginuma, 1972
- Falcileptoneta gotoensis Irie & Ono, 2005
- Falcileptoneta higoensis (Irie & Ono, 2003)
- Falcileptoneta inabensis (Nishikawa, 1982)
- Falcileptoneta iriei (Komatsu, 1967)
- Falcileptoneta japonica (Simon, 1893)
- Falcileptoneta kugoana (Komatsu, 1961)
- Falcileptoneta melanocomata (Komatsu, 1961)
- Falcileptoneta musculina (Komatsu, 1961)
- Falcileptoneta ogatai Irie & Ono, 2007
- Falcileptoneta okinawaensis Komatsu, 1972
- Falcileptoneta satsumaensis Irie & Ono, 2005
- Falcileptoneta soboensis Irie & Ono, 2005
- Falcileptoneta speciosa (Komatsu, 1957)
- Falcileptoneta striata (Oi, 1952)
  - Falcileptoneta striata fujisana Yaginuma, 1972
- Falcileptoneta tofacea Yaginuma, 1972
- Falcileptoneta tsushimensis (Yaginuma, 1970)
- Falcileptoneta uenoi (Taginuma, 1963)
- Falcileptoneta usihanana (Komatsu, 1961)
- Falcileptoneta yamauchii (Nishikawa, 1982)
- Falcileptoneta zenjoenis (Komatsu, 1965)